# Distrito de Nauta

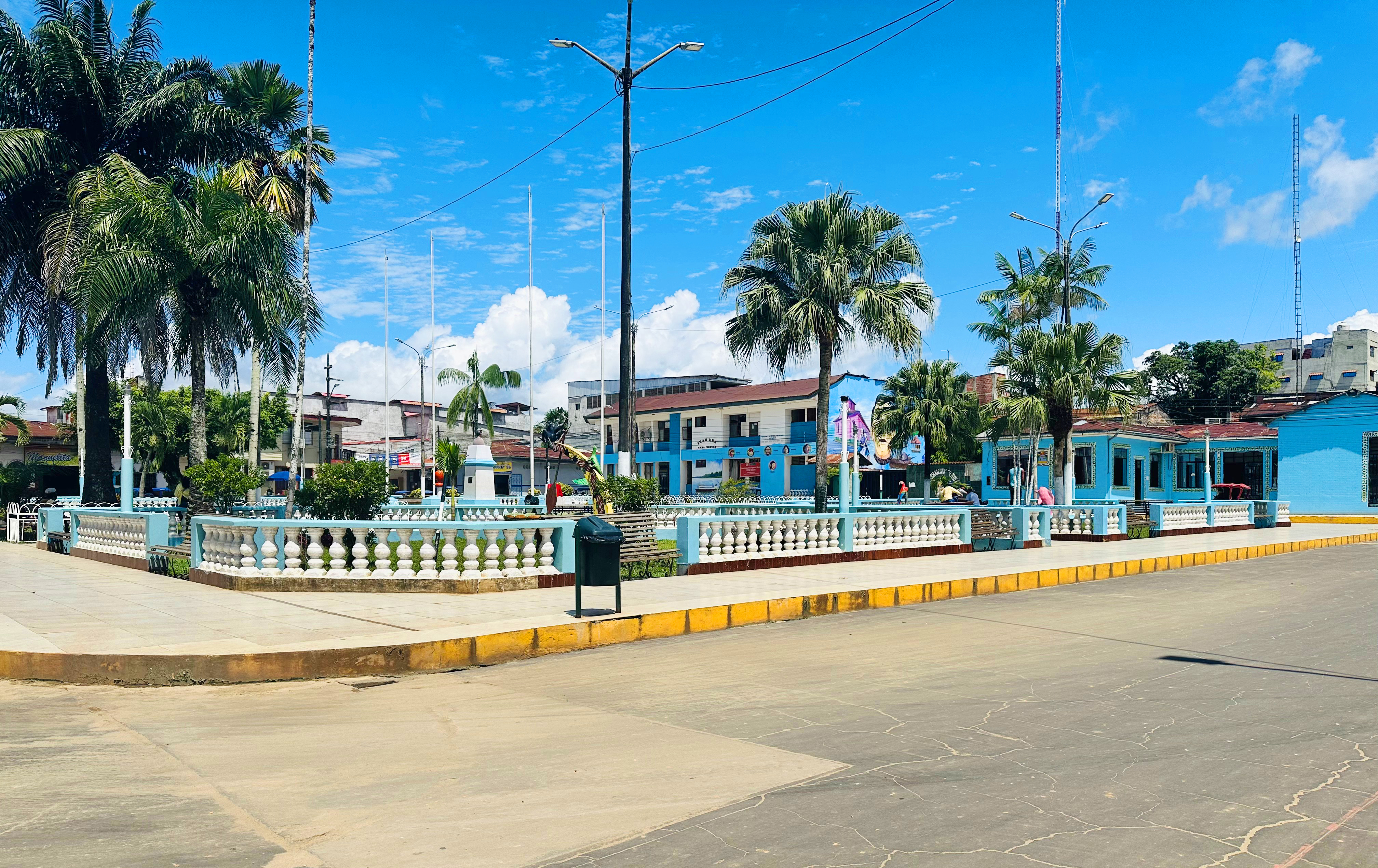
Plaza El Centenario.

El Distrito peruano de Nauta es un distrito peruano ubicado en la Provincia de Loreto de la Región Loreto. Desde el punto de vista jerárquico de la Iglesia católica forma parte del Vicariato Apostólico de Iquitos.
Apacible y acogedora ciudad que forma parte de unas de las rutas turísticas más importantes en la región Loreto, entrada a la reserva nacional pacaya samiria, su ubicación es en el área noreste de la Amazonía Peruana, aproximadamente a 100 km al sur de la ciudad de Iquitos a través de una vía pavimentada.

## Historia
Establecida en 1830 por orden del subprefecto de Moyobamba Don Damián Nájar, Nauta llegó a ser pronto el principal centro comercial de la selva baja del siglo XIX. La ciudad es conocida actualmente por estar cerca de la confluencia de los ríos Marañón y Ucayali, lugar donde se forma el Río Amazonas. Está a orillas del Río Marañón. Flanqueada por dos pequeños ríos: Gasparito y Zaragoza.
La leyenda o la mitología popular cuenta que fue el cacique de la tribu Kukama u Omagua don Manuel Pacaya, quien fundó el pueblo el 30 de abril de 1830, con cocamas emigrados desde el pueblo de La Laguna, actual distrito de Lagunas, provincia de Alto Amazonas.
Su primer nombre cocama fue "Mauta" que significa tinaja, pero después los inmigrantes cambiaron el nombre por Nauta, que significa navegante.
El distrito de Nauta fue creado por Ley S/N del 2 de enero de 1857, su capital legal es la ciudad de Nauta.
Nauta, a mediados del siglo XIX, fue un pujante pueblo, principal puerto de la Amazonía en aquel entonces, habitado principalmente por inmigrantes riojanos, moyobambinos, españoles y por la etnia cocama; al crearse la factoría naval en Iquitos en 1864, Nauta pierde importancia, comenzando así una rápida decadencia.
Actualmente Nauta tiene conexión por vía terrestre (carretera Iquitos - Nauta) con la ciudad de Iquitos distando a 94 kilómetros.

## Centros poblados
| Municipio                                                                                             | Núcleos de población |
| --- | --- |
| Naciente del Amazonas (Jurisdicción de Nauta Ciudad) - Creada el 07-07-15 Ordenanza Municipal N.º 013 | AAHH Loreto - Buen Retiro (sede municipal) - San Juan - Santa Rosa - Bellavista - Ricardo Palma Centros poblados - Santa Cruz - Puerto Prado - Amazonas - San Francisco - Payorote - Miguel Grau Seminario |
| San Regis - Creada el 15-06-08 Ordenanza Municipal N.º 005                                            | - San Regis (sede municipal) |
| San Joaquín de Omaguas - Creada el 20-08-89 Resolución Municipal N.º 084                              | - San Joaquín de Omaguas (sede municipal) |
| Miraflores - Creada el 20-08-89 Resolución Municipal N.º 085                                          | - Miraflores (sede municipal) |

| INEI 2017                     |
| BUENA UNION                   |
| 1 DE MAYO                     |
| SAN JUAN DE PURITANIA         |
| VILLA PUERTO CRUZ             |
| NUEVO MUNDO                   |
| TIERRA PROMETIDA              |
| SAN RAFAEL DE TAPIRILLO       |
| BETSAIDA                      |
| SANTA MARIA DE FATIMA         |
| HIPOLITO UNANUE               |
| VICTOR RAUL                   |
| SANTA EMILIA                  |
| 28 DE JULIO                   |
| EL CERRO                      |
| NUEVA UNION                   |
| NUEVA CONQUISTA               |
| NUEVA YORK                    |
| SAN FRANCISCO DEL CHOROY ACU  |
| PUERTO ALEGRIA                |
| VILLA BUENA VIDA (NUEVA VIDA) |
| MONTE ALEGRE                  |
| PAMPA CAÑO                    |
| PUERTO ORLANDO                |
| LISBOA                        |
| SOLTERITOS                    |
| VILLA BUEN FIN                |
| TUPAC AMARU II                |
| ESPARTA                       |
| SAN JACINTO                   |
| SAN ANTONIO                   |
| 23 DE JUNIO                   |
| SAN JOSE DE SARAPANGA         |
| ACCION POPULAR                |
| VILLA NUEVO CRUZADORES        |
| SAN JUAN DE LAGUNILLAS        |
| BAGAZAN                       |
| SAN RAMON                     |
| GRAN PUNTA                    |
| ALIANZA                       |
| SAN MARTIN                    |
| NUEVO MIRAFLORES              |
| PUERTO PERU                   |
| SAN PEDRO (1 ZONA)            |
| FIRMEZA                       |
| PALIZADA                      |
| SAN PEDRO (2 ZONA)            |
| VILLA CRISTIANA               |
| VILLA LUCERNA                 |
| SANTA RITA DE FLORIDA         |
| NUEVE DE OCTUBRE              |
| BUEN PASTOR                   |
| SARGENTO ELMER PACAYA         |
| SAN JORGE                     |
| SUCRE                         |
| VILLA CANAAN                  |
| JOSE OLAYA                    |
| SANTA FE                      |
| BAGAZAN                       |

## Geografía
Su territorio presenta una topografía ondulada con dos zonas fisiográficas bien definidas: la zona de altura o bosques de secano y la zona baja, llamado bajeal o barzas conformado por terrenos de islas del río Marañón.
En este distrito de la Amazonía peruana habita la etnia tupí-guaraní grupo Cocama-Amahuaca.